# Il mio grosso grasso matrimonio greco
Il mio grosso grasso matrimonio greco (My Big Fat Greek Wedding) è un film del 2002 diretto da Joel Zwick.
Il film, sceneggiato dalla stessa protagonista femminile Nia Vardalos, si ispira a una vicenda personale dell'attrice, che ha sposato l'americano Ian Gomez (che nel film interpreta il ruolo del migliore amico del suo fidanzato) nonostante la sua famiglia le avesse imposto un fidanzato greco come loro.
Inizialmente era stata presa in considerazione l'attrice Melina Kanakaredes per il ruolo di Toula, ma dovette rifiutare perché incinta.

## Trama
Toula Portokalos è una donna trentenne "prigioniera" di una famiglia di origine greca residente a Chicago, completamente assoggettata alle complesse tradizioni di famiglia e (soprattutto) all'eterno desiderio del padre Gus di vederla sposata al più presto con un rispettabile giovanotto, naturalmente di origine greca. La libertà per lei comincia il giorno in cui ottiene, con l'appoggio della furbissima madre Maria, il permesso di frequentare un corso di informatica all'università, che la porta a uscire dal suo ristrettissimo guscio fino a diventare una ragazza carina e indipendente.
La sua abilità con il computer le permette di farsi assumere nell'agenzia di viaggi della zia Voula, dove Toula incontra l'uomo della sua vita: Ian Miller, un bellissimo insegnante di letteratura vegetariano, proveniente da una tipica famiglia W.A.S.P. dell'alta borghesia. Comincia così la difficile storia d'amore di Toula e Ian, con l'iniziale opposizione del padre Gus, che non vuole accettare il fatto che sua figlia sposi un uomo al di fuori dell'etnia greca e l'incomprensione dei genitori di Ian verso una famiglia così distante dalla loro vita ordinata e sonnolenta.
Per ottenere l'approvazione dei genitori di Toula, Ian sarà indotto a convertirsi alla loro religione ortodossa, a ingoiare gli innumerevoli piatti a base di carne della tradizione greca e a sopportare l'onnipresente famiglia della sua fidanzata con tutte le sue bizzarrie. La vicenda culminerà nell'accettazione reciproca tra due culture così distanti delle rispettive famiglie, e nel coronamento della storia d'amore con un chiassoso e spumeggiante matrimonio dove tutti i membri delle due famiglie si divertono assieme.

## Riconoscimenti
- 2003 - Premio Oscar
  - Nomination Migliore sceneggiatura originale a Nia Vardalos
- 2003 - Golden Globe
  - Nomination Miglior film commedia o musicale
  - Nomination Miglior attrice in un film commedia o musicale a Nia Vardalos
- 2003 - Independent Spirit Award
  - Miglior performance di debutto a Nia Vardalos
- 2002 - Satellite Award
  - Miglior film commedia o musicale
  - Miglior attore non protagonista in un film commedia o musicale a Michael Constantine
  - Nomination Miglior sceneggiatura non originale a Nia Vardalos
  - Nomination Miglior attrice in un film commedia o musicale a Nia Vardalos
  - Nomination Miglior attrice non protagonista a Lainie Kazan

## Sequel
Il 12 novembre 2014 sono cominciate le riprese per il sequel Il mio grosso grasso matrimonio greco 2, sempre con Nia Vardalos e John Corbett come protagonisti e con regista Kirk Jones. La sceneggiatura è stata scritta sempre dalla Vardalos. Il film è stato distribuito l'11 novembre 2015.

Nel primo film, la storia si era interrotta con Toula e Ian alle prese con la vita di coppia. Nel sequel li si vede affrontare i problemi causati dalla figlia adolescente.
Nel 2023 è stato distribuito il terzo capitolo della saga, Il mio grosso grasso matrimonio greco 3, in cui, dopo la morte del patriarca Gus, la famiglia viaggia in Grecia per riscoprire le proprie origini.